# Jabiru asiatic
Jabiru asiatic sau barza cu gâtul negru (Ephippiorhynchus asiaticus) este o pasăre înaltă, cu gâtul lung din familia berzelor. Este o specie rezidentă în subcontinentul indian și Asia de sud-est, cu o populație disjunctă în Australia. Trăiește în habitatele zonelor umede și în apropierea câmpurilor anumitor culturi, cum ar fi orezul și grâul, unde se hrănește cu o gamă largă de animale.
Păsările adulte de ambele sexe au un cioc greu și au un penaj în alb și negru irizant; sexele diferă la culoarea irisului, femelele avînd iris galben și masculii iris de culoare închisă. Este una dintre puținele berze puternic teritoriale atunci când se hrănesc și se reproduc.

## Descriere

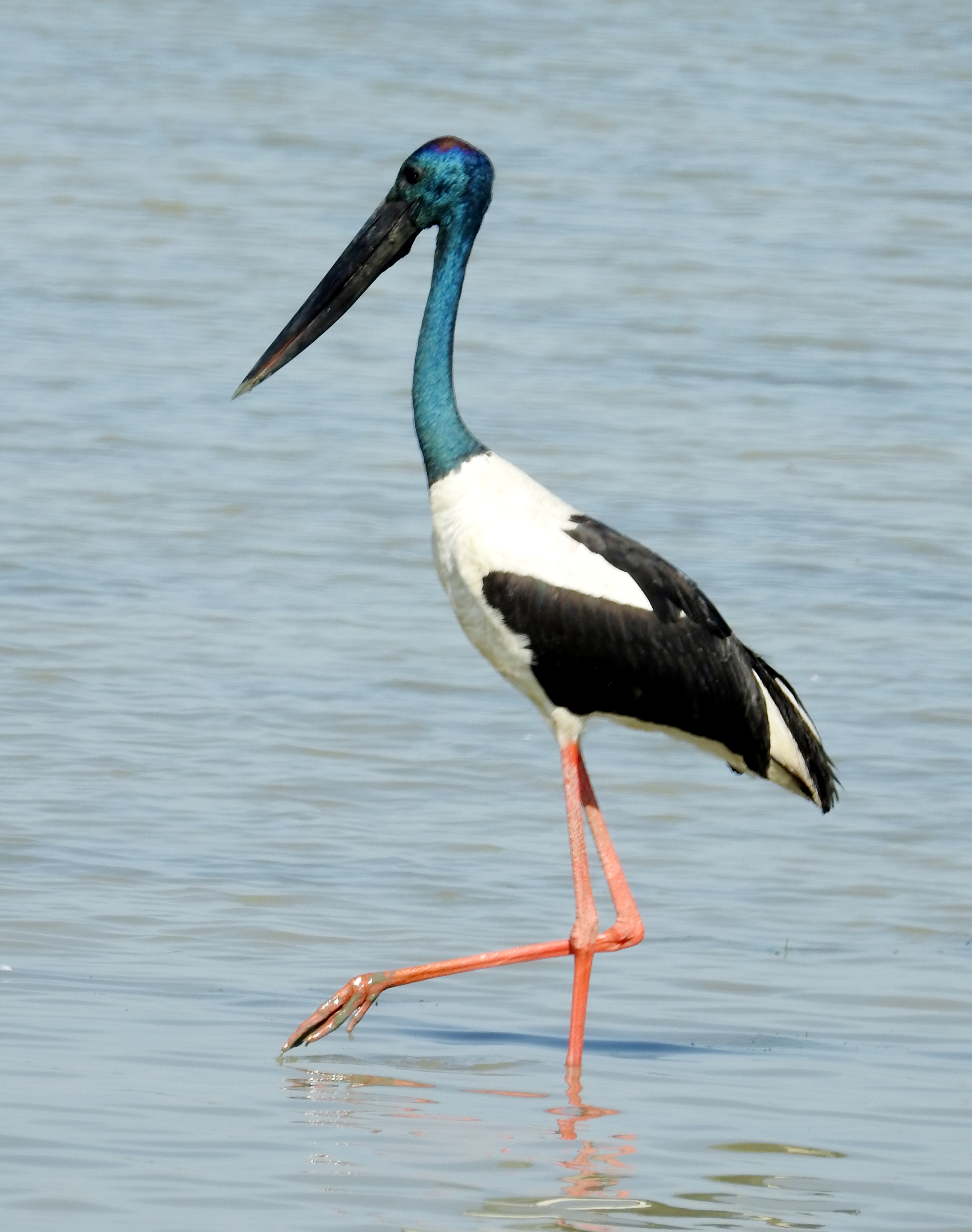
Ephippiorhynchus asiaticus în Parcul Național Kaziranga, India

Jabiru asiatic este o pasăre mare, înaltă de 129-150 cm, având o anvergură a aripilor de 230 de centimetri. Singura greutate publicată pentru această specie a fost un singur exemplar la 4,1 kg, dar aceasta este cu aproape 35% mai mică decât masa corporală medie a jabirului african cu dimensiuni similare. Prin urmare, specimenul de barză cu gât negru ar fi oarecum subnutrit sau aflat la marginea de jos a dimensiunilor care se pot dobândi.<
Adulții au capul, gâtul, penele de zbor secundare și coada negru-albăstrui lucios; spatele și abdomenul alb strălucitor. Ciocul negru cu marginea superioară ușor concavă; și picioare roșu-aprins. Sexele sunt identice, dar femela adultă are un iris galben, în timp ce masculul adult îl are brun. 
Puii mai mici de șase luni au un iris maroniu; un cioc distinct și mai drept; un aspect pufos; capul, gâtul, partea superioară a spatelui, aripile și coada maronii; o burtă albă; și picioare întunecate. Puii mai mari de șase luni au un aspect pestriț în special pe cap și gât, unde irizația este parțial dezvoltată; un cioc greu identic ca mărime cu adulții, dar mai drept decât al adulților și întunecate până la roz-pal. La fel ca majoritatea berzelor, barza cu gâtul negru zboară cu gâtul întins, nu retractat ca un stârc. 

## Distribuție și habitat

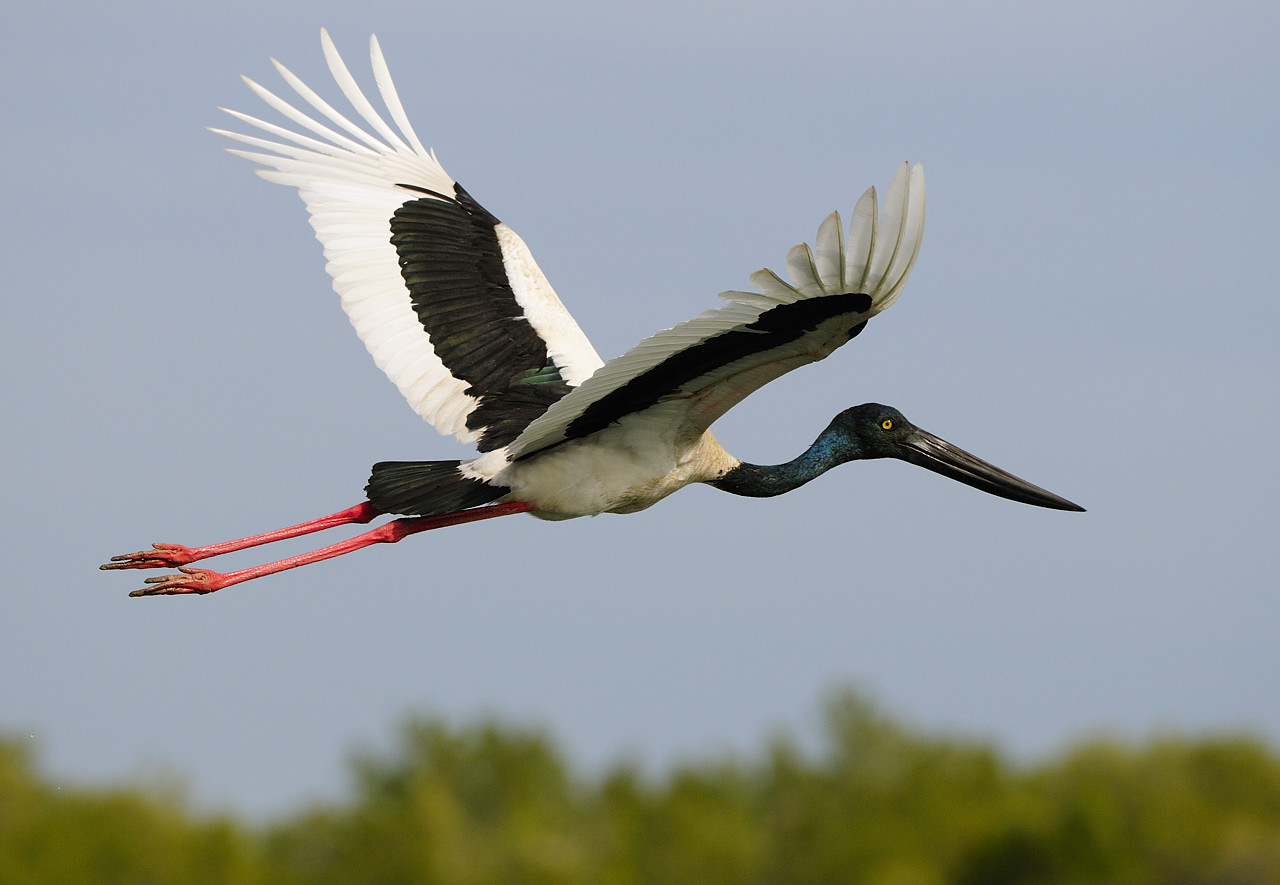
Femelă adultă în zbor la râul McArthur din teritoriul de nord al Australiei

În India, specia este răspândită în vest, în zonele muntoase centrale și în nordul câmpiei gangetice și se extinde spre est în valea Assam, dar este rară în India peninsulară și Sri Lanka. Această barză distinctivă apare ocazional în sudul și estul Pakistanului și este o specie de reproducere confirmată în Nepalul de jos. Se extinde în Asia de sud-est, prin Noua Guinee și în jumătatea de nord a Australiei. Comparativ cu alte păsări de apă mari, cum ar fi gruidaee, platalea și alte specii de berze, berzele cu gât negru evită zonele care au o mare diversitate de specii de păsări de apă mari.<
Cea mai mare populație a acestei specii apare în Australia, unde se găsește de la râul Ashburton, lângă Onslow, Australia de Vest, până în nord-estul New South Wales. Cea mai mare populație de reproducere cunoscută apare în peisajul în mare parte agricol din sud-vestul Uttar Pradesh din India.
În Sri Lanka, specia este un rezident de reproducere rar, cu 4-8 perechi de reproducători în Parcul Național Ruhuna. Este extrem de rar și, probabil, nu se mai reproduce în Bangladesh  și Thailanda.

## Galerie

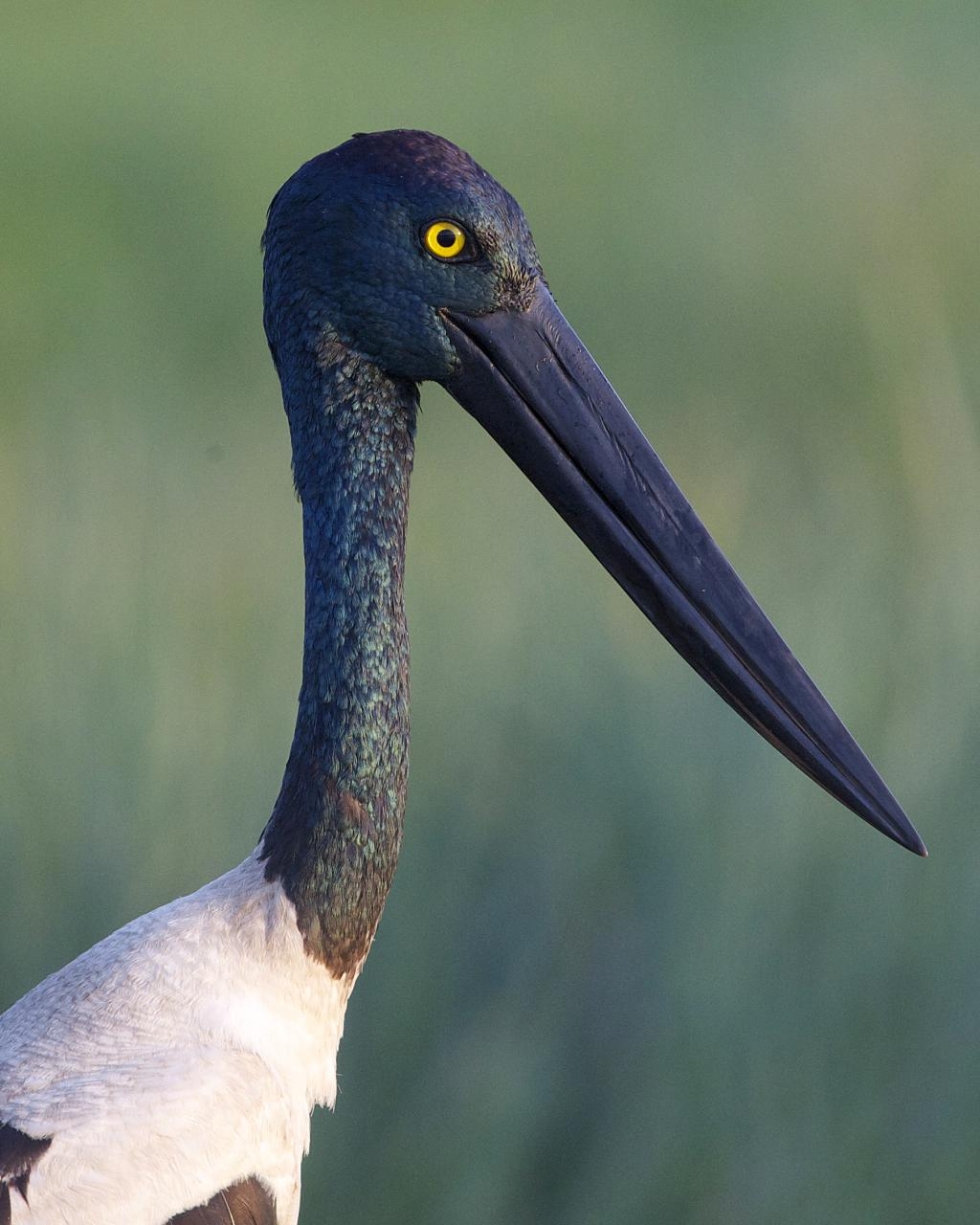
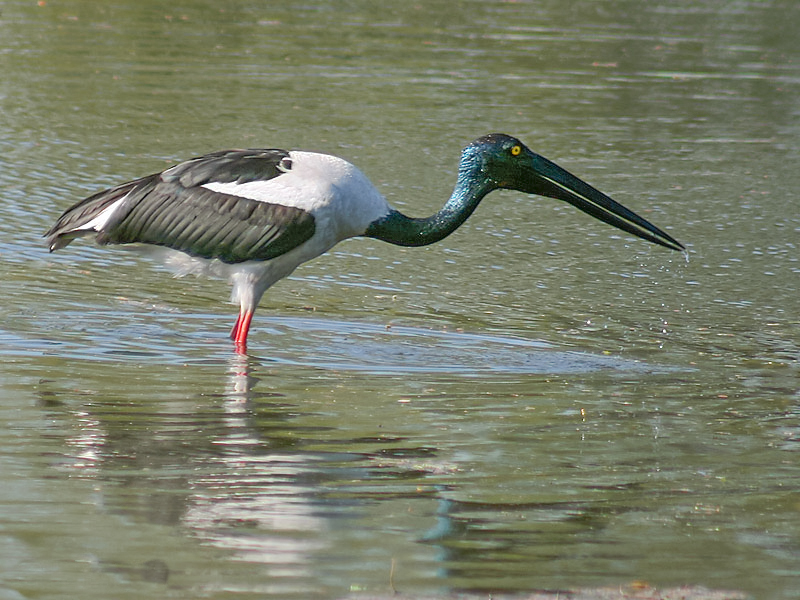
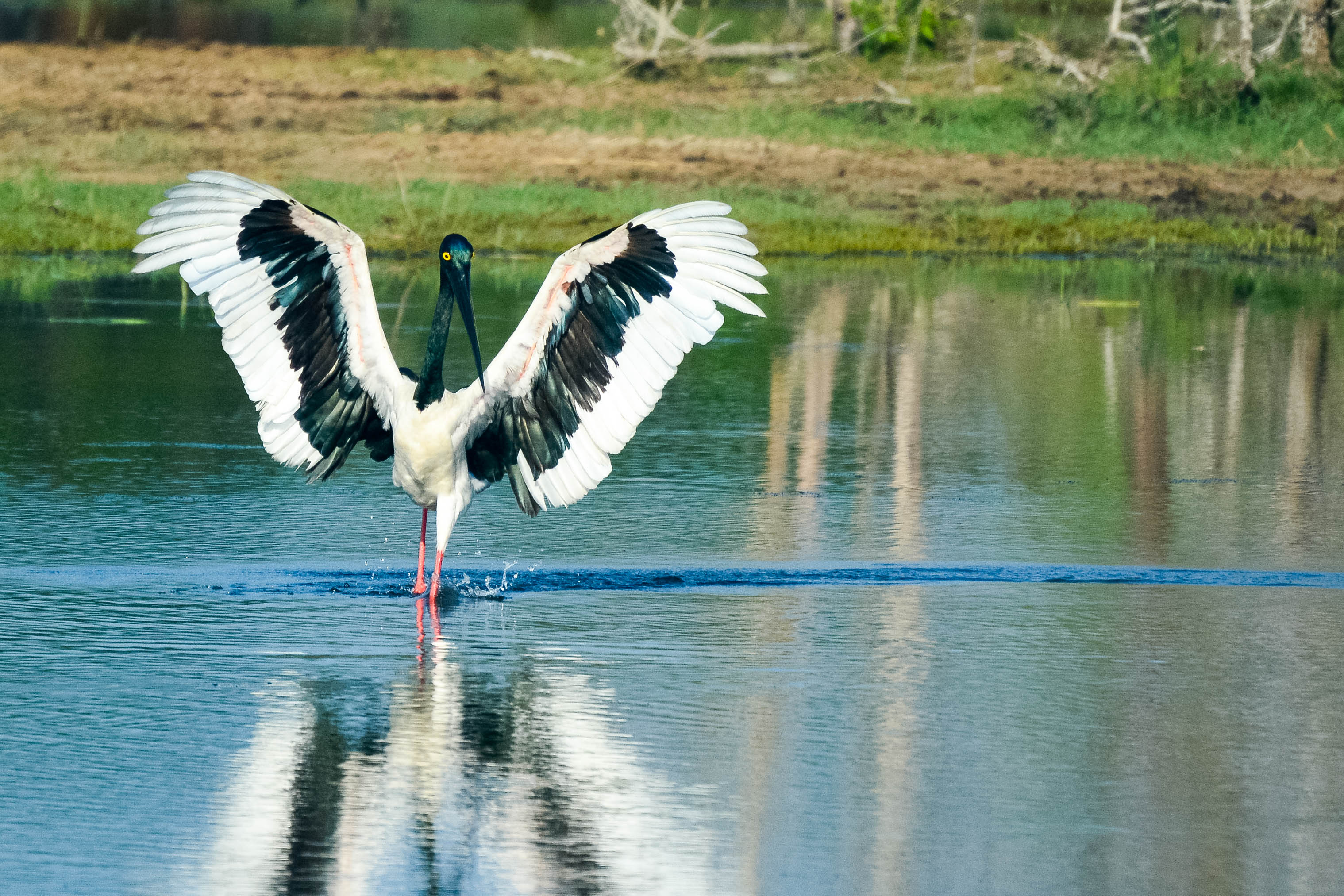
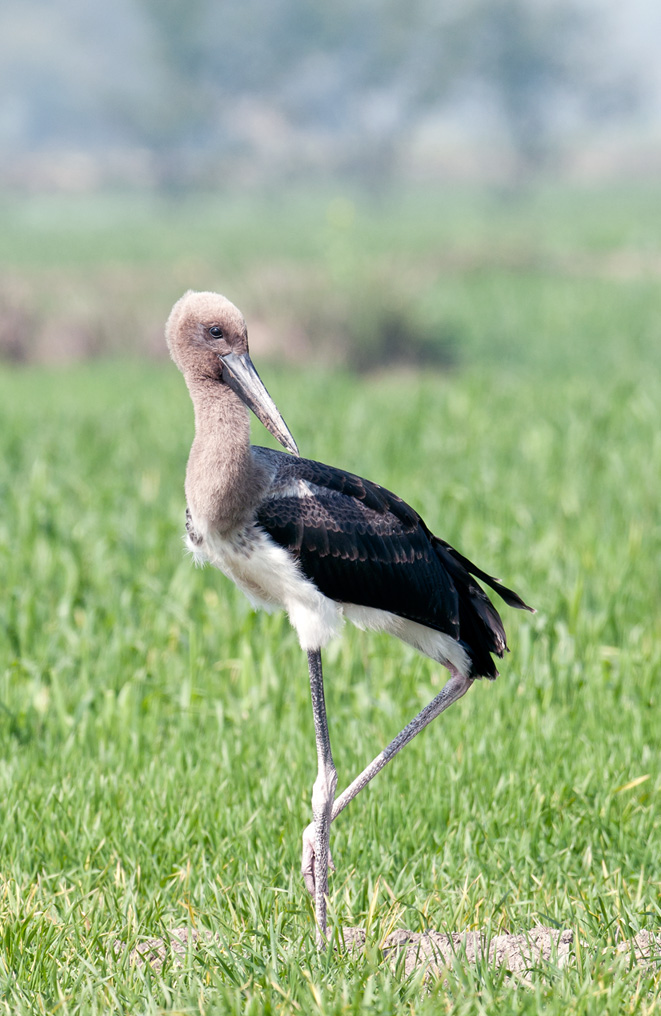
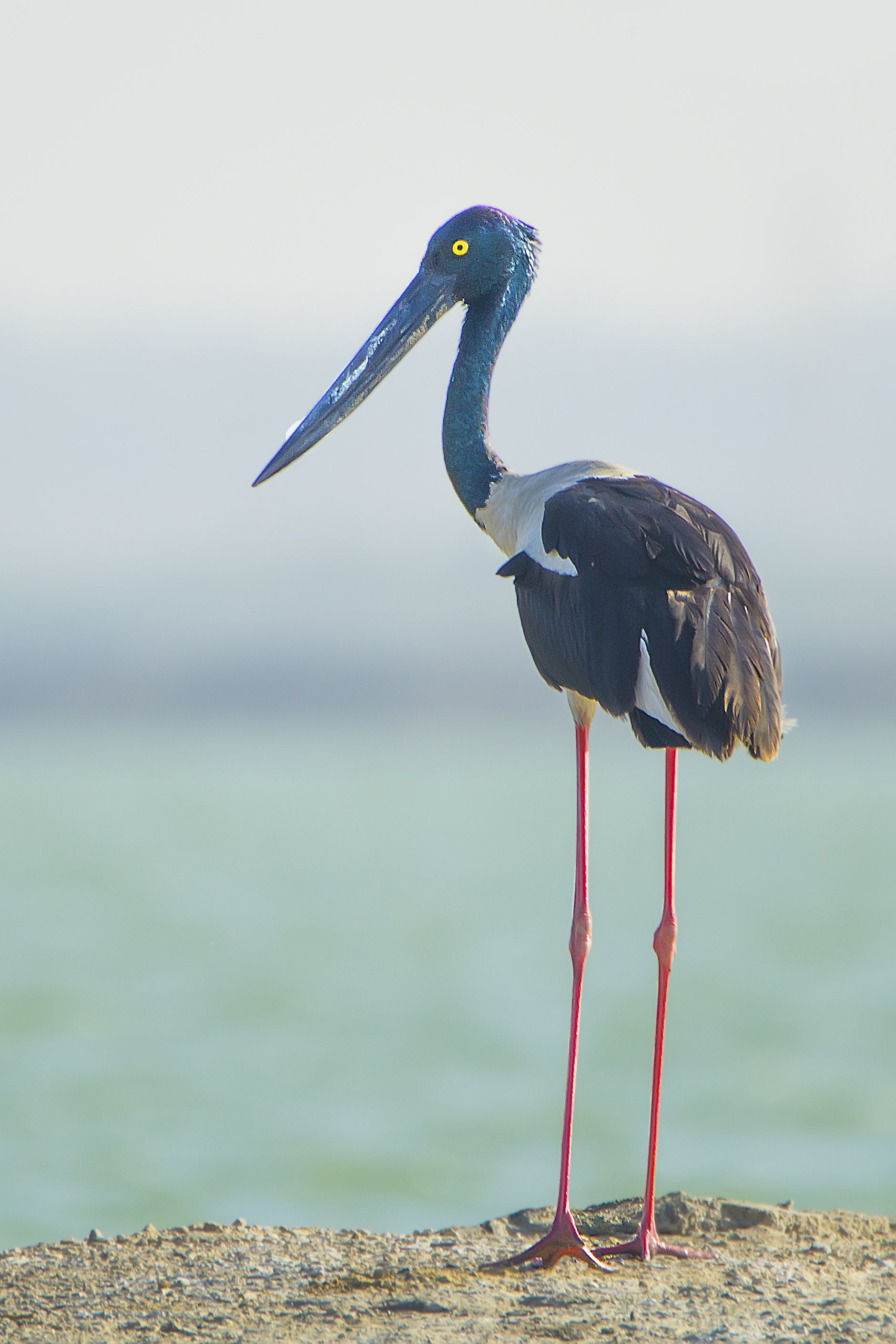